# 16179 Jeloka
16179 Jeloka è un asteroide della fascia principale. Scoperto nel 2000, presenta un'orbita caratterizzata da un semiasse maggiore pari a 3,135760 UA e da un'eccentricità di 0,120013, inclinata di 0,288581° rispetto all'eclittica. Ha un diametro di 10,611 km.